# Houlihan Lokey
Houlihan Lokey est une banque d’affaires internationale spécialisée dans les fusions-acquisitions, les marchés de capitaux, les restructurations financières et les valorisations. Houlihan Lokey est classé parmi les principales banques mondiales détenues par des fonds privés et est présente aux États-Unis, en Europe et en Asie à travers un réseau intégré de 14 bureaux. La banque a été fondée aux États-Unis en 1972 par O. Kit Lokey et Richard Houlihan et elle emploie aujourd'hui plus de 800 employés.
En 2010, elle occupait le premier rang du classement Thomson Reuters des banques de conseil pour les opérations de fusion-acquisition de moins de 1 milliard de dollars réalisées aux États-Unis.  
L'entreprise est basée à Los Angeles et possède des bureaux :
- États-Unis :
  - Atlanta
  - Chicago
  - Dallas
  - Los Angeles
  - Minneapolis
  - New York
  - San Francisco
  - Washington, D.C.
- Asie :
  - Pékin
  - Hong Kong
  - Mumbai
  - Singapour
  - Tokyo
- Océanie :
  - Sydney
- Europe :
  - Frankfort
  - Londres
  - Paris